# Listopad 2023
Toto je archivovaný článek z portálu Aktuality.
1. listopadu – středa
 Srbský prezident Aleksandar Vučić po protivládních protestech rozpustil parlament a na 17. prosince vyhlásil předčasné parlamentní volby. 
 Pod více než roce od úmrtí slovenského herce Milana Lasici byla zveřejněna jeho nahrávka písně „List do vetra“. 
 Maďarský režisér Béla Tarr převzal od Akademie múzických umění v Praze čestný titul doctor honoris causa. 
2. listopadu – čtvrtek
 Kapela The Beatles vydala po 53 letech od svého rozpadu skladbu „Now and Then“. 
 Západní Evropu zasáhla bouře Ciarán, při které zemřelo 21 lidí, především v Itálii a Francii. 
 Bývalý poslanec Dominik Feri byl Obvodním soudem pro Prahu 3 nepravomocně odsouzen k tříletému vězení a celkové úhradě nemajetkové újmy 510 tisíc korun za dvě znásilnění a jeden pokus o znásilnění. Feri se na místě odvolal. 
4. listopadu – sobota
 Český premiér Petr Fiala návštěvou Etiopie zahájil cestu po několika afrických zemích. 
 Při zemětřesení v Nepálu zahynulo přinejmenším 128 lidí, přičemž počet obětí zůstává nejasný a patrně bude vyšší. 
5. listopadu – neděle
 Několik desítek lidí demonstrovalo v Praze na Malostránském náměstí za podporu Palestinců v konfliktu s Izraelem. 
6. listopadu – pondělí
 Na Slovensku bylo dokončeno spouštění třetího bloku jaderné elektrárny Mochovce a země se tak stala energeticky soběstačnou. 
7. listopadu – úterý
 Rusko jednostranně odstoupilo od Smlouvy o konvenčních ozbrojených silách v Evropě z roku 1990. 
 Portugalský premiér António Costa podal demisi kvůli podezření z korupce. 
9. listopadu – čtvrtek
 Portugalský prezident Marcelo Rebelo de Sousa po demisi premiéra Antónia Costy rozpustil parlament a vyhlásil předčasné volby na 10. března 2024. 
11. listopadu – sobota
 V Londýně demonstrovalo 300 000 lidí na podporu Palestiny v konfliktu s Izraelem. 
12. listopadu – neděle
 Ve věku 85 let zemřel ve Vídni bývalý český ministr zahraničí Karel Schwarzenberg. 
 Desítky tisíc lidí v pařížských městech protestovalo proti antisemitismu. 
 Asi 80 000 Španělů demonstrovalo v Madridu proti amnestii pro katalánské separatisty. 
13. listopadu – pondělí
 Bývalý premiér David Cameron se stal britským ministrem zahraničí. 
15. listopadu – středa
 Francouzská justice vydala mezinárodní zatykač na syrského prezidenta Bašára Asada za jeho podíl na chemických útocích v Ghútě v roce 2013. 
 Vrchní soud v Praze zrušil osvobozující verdikt v kauze Čapí hnízdo, bývalého premiéra Andreje Babiše. 
 Spisovatel Salman Rushdie převzal cenu Nadace Knihovny Václava Havla nazvanou „Disturbing the Peace“. 
16. listopadu – čtvrtek
 Slovenská prezidentka Zuzana Čaputová v Praze položila květiny u pamětní desky 17. listopadu na Národní třídě. 
 Britský ministr zahraniční David Cameron na svou první zahraniční návštěvu přijel do Kyjeva. 
17. listopadu – pátek
 Pedro Sánchez složil před španělským králem Felipem VI. přísahu a stal se opětovně španělským premiérem. 
 Americká společnost OpenAI propustila svého výkonného ředitele a spoluzakladatele Sama Altmana. 
18. listopadu – sobota
 Společnost SpaceX provedla druhý test sestavy kosmické lodi Starship a její nosné rakety. 
 Francouzská armáda provedla u pobřeží departementu Landes úspěšný test balistické rakety M51.3. 
19. listopadu – neděle
 V argentinských prezidentských volbách zvítězil ekonom Javier Milei. 
 Bývalý disident a zakladatel knihovny Libri prohibiti Jiří Gruntorád zahájil před Úřadem vlády hladovku za úpravu penzí bývalých disidentů a za rezignaci mistra sociálních věcí Mariana Jurečky. 
 Při vichru o síle 126 km/h zahynuli na Sibiři 3 lidé a 18 jich bylo zraněno. 
20. listopadu – pondělí
 Při erupci sopky Ulawun na Papui-Nové Guineji dosáhl oblak vulkanického kouře až 15 km. 
 Americký ministr obrany Lloyd Austin přijel na oficiální návštěvu do Kyjeva. 
21. listopadu – úterý
 Nová slovenská vláda Roberta Fica získala důvěru parlamentu. 
22. listopadu – středa
 Na Pražském hradě se konal summit prezidentů Visegrádské skupiny. 
 V předčasných parlamentních volbách v Nizozemsku se ziskem 23,6 % hlasů zvítězila Strana pro svobodu vedená Geertem Wildersem. 
24. listopadu – pátek
 Slovenský premiér Robert Fico přijel na oficiální návštěvu do Prahy. 
 V anketě Český slavík zvítězili Ewa Farna, Marek Ztracený a kapela Kabát. 
25. listopadu – sobota
 Předsedkyně Poslanecké sněmovny Markéta Pekarová Adamová a předseda Senátu Miloš Vystrčil přijeli na oficiální návštěvu do Kyjeva. 
 Vláda Petra Fialy v reakci na hladovku chartistů Jiřího Gruntoráda a Johna Boka odvolala své usnesení, ve kterém se v roce 2022 přihlásila k hodnotám Charty 77. 
30. listopadu – čtvrtek
 Ruský nejvyšší soud zakázal činnost LGBT a označil je za extremistické hnutí. 
 V Dubaji začal světový klimatický summit COP 28; na jednání o problematice klimatické změny se sjeli vrcholní představitelé téměř 200 zemí. 